# Milan Bandić
Milan Bandić (Grude, 22. novembar 1955 — Zagreb, 28. februar 2021) bio je hrvatski političar i gradonačelnik Zagreba.

## Biografija
Bandić je rođen u selu Donji Mamići, u blizini Gruda u Bosni i Hercegovini. U mladosti se odselio u Zagreb, gde je diplomirao na Fakultetu političkih znanosti Sveučilišta u Zagrebu. Tada je postao član Saveza komunista Hrvatske, a nakon izbora 1990. godine se istakao po tome što, za razliku od većine svojih sunarodnjaka iz Zapadne Hercegovine, nije otišao u novu vladajuću partiju Hrvatska demokratska zajednica (HDZ). Umesto toga je ostao u redovima komunističke partije reformisane u Socijaldemokratsku partiju Hrvatske (SDP).
Bandićevo hercegovačko poreklo i navodne organizacione i populističke sposobnosti su SDP-u dobro poslužile kada je Bandić kao predsednik zagrebačkog SDP-a na mesnim izborima 1995. godine ostvario kandidatu Goranu Graniću pobedu u radničkim četvrtima Zagreba koje su dotada smatrane najpouzdanijim uporištem Tuđmanove vladajuće partije. Zbog toga je koalicija opozicionih stranaka ostvarila većinu u gradskoj skupštini i ušla u sukob s predsednikom Tuđmanom poznat kao Zagrebačka kriza. Kriza je završila 1997. godine izborom Marine Matulović Dropulić za gradonačelnika Zagreba.
Sukob naroda i države konačno završio tek izmenom vlasti u Hrvatskoj posle Tuđmanove smrti 2000. godine i raspisivanjem novih izbora, na kojima je Bandićev SDP ostvario uverljivu pobedu, uprkos nastojanju Hrvatske seljačke stranke (HSS) da Bandića opiše kao hercegovačkog došljaka nedostojnog upravljanja hrvatskom prestonicom. Bandić je izabran za gradonačelnika, što je potvrđeno i na redovnim mesnim izborima 2001. godine. Bio je 52. zagrebački gradonačelnik, a na toj funkciji bio je do smrti.

## Spoljašnje veze
- Milan Bandić na sajtu Facebook